# Liste der Monuments historiques in Vibrac (Charente-Maritime)
Die Liste der Monuments historiques in Vibrac (Charente-Maritime) führt die Monuments historiques (historische Denkmäler) in der französischen Gemeinde Vibrac auf.

## Liste der Objekte
| Bezeichnung                 | Beschreibung          | Standort                       | Kennzeichnung | Schutzstatus | Datum | Bild |
| --------------------------- | --------------------- | ------------------------------ | ------------- | ------------ | ----- | ---- |
| Glocke                      | Bronze, 1704 gegossen | in der Kirche St-Vivien (Lage) | PM17000555    | Classé       | 1911  |      |
| Fragment eines Beichtstuhls | Holz, 18. Jahrhundert | in der Kirche St-Vivien (Lage) | PM17000940    | Inscrit      | 1976  |      |